# Massilieurodes alabamensis
Massilieurodes alabamensis là một loài côn trùng cánh nửa trong họ Aleyrodidae, phân họ Aleyrodinae.
Massilieurodes alabamensis được Jensen miêu tả khoa học đầu tiên năm 2001.